# متزرلة الجاموس
مُتزرِلّة الجاموس هي متزرلة مصنوعة من حليب جاموس المتوسط الإيطالي. فهو منتج لبن يُصنع تقليديًا في كمبانية وخاصة في مقاطعتي كزرتة وسلرنو.
مُنحت هذه المتزرلة صفة التحكم في تحديد مكان المنشأ منذ عام 1993.[بحاجة لمصدر] وسُجله الاتحاد الأوربّي عام 1996 متجًا محمي الأصل. تتطلب تسمية الأصل المحمي أنه لا يمكن إنتاجها إلا بوصفة تقليدية في مواقع مختارة في مناطق كمبانية ولتسية وبولية ومليزة.

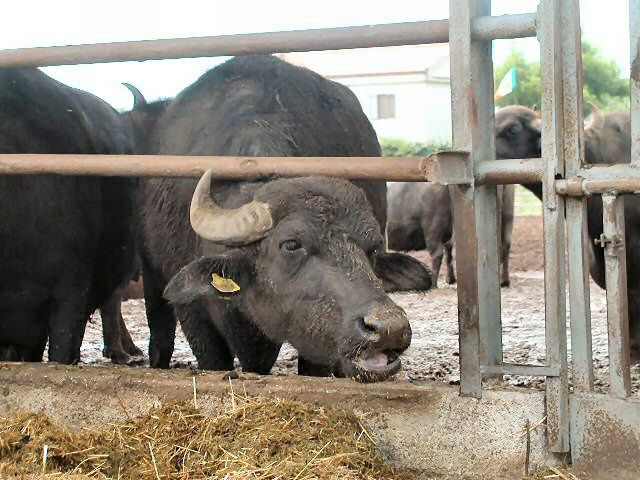
جاموس الماء في مزرعة في بستوم

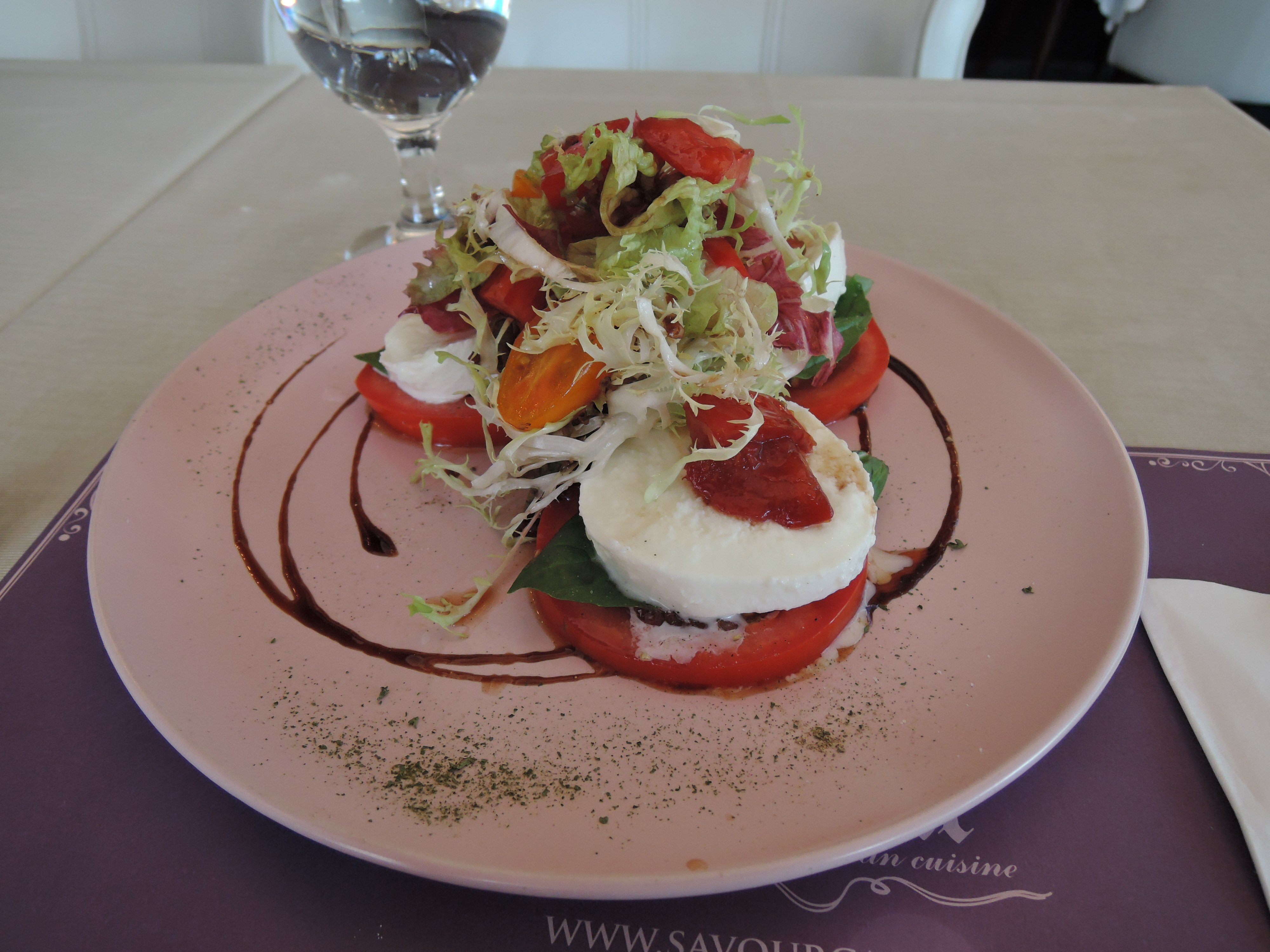
شرائح متزرلة الجاموس في سلطة